# 알자지라 SC (암만)
알자지라(아랍어: نادي الجزيرة)는 암만을 연고로 하는 요르단의 축구단이다.

## 우승
- 요르단 프로리그: 1952, 1955, 1956
- 요르단 FA컵: 1984, 2018
- 요르단 FA 실드: 1981–1982, 1986–1987
- 요르단 슈퍼컵: 1985

## 선수 명단

### 현역
참고: FIFA 자격 규정에 따라 소속된 국가대표팀 국기를 표시합니다. 선수는 복수의 FIFA 비회원국 국적을 가지고 있을 수 있습니다.
| 번호 | 포지션 | 국적 | 이름 |
| ---- | ------ | ---- | ---- |

| 번호 | 포지션 | 국적 | 이름 |
| ---- | ------ | ---- | ---- |

## 역대 감독
| 감독               | 임기        |
| ------------------ | ----------- |
| 암자드 아부 타이마 | 2009 ~ 2010 |
| 니자르 마흐루스    | 2016 ~ 2017 |
| 니자르 마흐루스    | 2018        |
| 암자드 아부 타이마 | 2019 ~      |

틀:알자지라 SC (암만) 감독